# エスコラピオス修道会
エスコラピオス修道会（エスコラピオスしゅうどうかい、羅: Ordo Clericorum Regularium pauperum Matris Dei Scholarum Piarum、略称: S.P.、西: Escolapios）は、キリスト教 カトリック教会の男子修道会。総本部はローマ。ピアリスト会とも呼ばれる。

## 創設
創立者は、聖ヨセフ・カラサンス。1597年、ローマでヨーロッパ最初の授業料無料の学校「スコラ・ピア」が開校された。1602年、クレメンス8世によって在俗集団として認可、1617年、パウルス5世によって「敬虔な学校の神の母の貧しいパウロ修道会（Congregatio Paulina Pauperum Matri Dei Scholarum Piarum）」の名称で通常誓願修道会となる。1621年、グレゴリウス15世によって公式誓願修道会として認可、翌年には修道会の会憲が認められた。1643年、インノケンティウス10世によって1646年には誓願なしの在俗集団に変更された（修道会内外の諸問題が理由)。1669年、クレメンス9世によって、再度公式誓願修道会として認可された。

## 活動
青少年の人間的・キリスト教的な教育を通して、社会の刷新を図ることが目的。カラサンスは「幼い頃からの教育」が重要であるとしている。哲学や神学の分野にも着目、神学校の指導や中央ヨーロッパでの反宗教改革運動にも参加した。

### 日本での活動
1949年12月2日、スペイン・バスク管区長フアン・マヌエル・ディアズ神父は、エスコラピオス修道会総会長ビセンテ・トメク神父宛に、日本の横浜教区への宣教師派遣を願う書簡を送る。翌日の12月3日、同総会長はバスク管区長宛に承諾の返信を送り、日本への派遣が決定した。志望者を募り、フェリチアノ・ペレス神父とペドロ・ルイス・ペレア神父が選ばれた。司祭2名は、1950年9月21日にスペインを出発。10月3日に羽田空港から横浜に到着した。以来、青少年教育や小教区司牧を行う。現在は、2つの幼稚園および四日市市の海星中学校・高等学校で青少年教育を、四日市市と横浜市の2つの小教区で司牧活動が行われている。日本本部は、横浜市の戸部カトリック教会。

## 関連文献
- 「エスコラピオス修道会50周年記念誌」　2000年12月3日エスコラピオス修道会発行